# Papež Silverij
Silverij, rimski škof, (papež) rimskokatoliške Cerkve, * okrog 480 Ceccano (Frosinone, Lacij, Italsko kraljestvo) ; † 2. december 537 Palmarola (otok Ponza v Tirenskem morju, pokrajina Lacij).

## Življenjepis
Ko je prispela iz Carigrada v Rim novica o Agapitovi smrti, so Rimljani pohiteli z izvolitvijo, da ne bi bili prisiljeni popustiti pred bizantinskim pritiskom. Pod vplivom gotskega kralja Teodata so že 1. junija 536 izvolili subdiakona in redovnika benediktinca, Hormizdovega sina Silverija  – pred duhovniškim posvečenjem je bil namreč njegov oče poročen - in so ga 8. junija že posvetili za rimskega škofa. Ker je bil vsiljen od Gotov, so se z njegovo vlogo šele pozneje pomirili. 

### Nemiri na Apeninskem polotoku
V Italiji so takrat vladale hude razmere: kraljico Amalasunto so umorili, Goti so si namesto Teodata  izvolili Vitigesa . Na Apeninski polotok  je medtem vdrl vojskovodja Belizar , ki je osvojil Neapelj in začel oblegati Rim, ki ga pa je oblegal tudi Vitiges. Bizantinska cesarica Teodora , ki je postala cesarica od navadne cirkuške pevke, ni mogla preboleti, da je Agapit  odstavil monofizitskega carigrajskega patriarha Antima  in je hotela s spletkami očrniti Silverija pri Rimljanih, češ da je ukazal odpreti Porta asinaria Belizarju, ki je decembra 536 vkorakal v Rim. Belizarjeva sestra Antonija mu je zagotovila pomilostitev, če bo vrnil Antima nazaj, zavrgel sklepe Kalcedona, obsodil tri poglavja in potrdil monofizitstvo. 

### Odvzem papeške službe
Silveriju so dvakrat prividno odpustili, vendar – ker je tudi v tretje ostal stanoviten v priznavanju odlokov prejšnjih koncilov - je bil obdolžen razžalitve cesarskega veličanstva, češ da je veleizdajalec in prijatelj Gotov.
Neki subdiakon Janez mu je 18. marca 537 snel palij in znamenja škofovstva, ga oblekel v redovna oblačila in ga dal zastražiti. En stražar je sporočil v predsobju pričakujočemu spremstvu, češ da se je Silverij odpovedal papeštvu in da je odslej navaden redovnik. Namesto njega je bil izvoljen za papeža častihlepni Vigilij, ki je bil do 11. novembra 537, ko se je Silverij stvarno zaradi ljubega miru odpovedal papeški službi, pravzaprav protipapež. 

## Smrt in češčenje
Še dandanes papeža Silverija zelo častijo na otočju Ponza; umrl je namreč na otoku Palmarola, ki je 10km zahodno od Ponze. To je neobljuden, skalnat in s sredozemnim rastlinjem poraščen otok – pravi naravni park - , kjer stoji na vrhu skale njegova kapelica, po izročilu njegovo zadnje zatočišče. Tu je umrl v izgnanstvu 2. decembra 537; kmalu potem, ko se je prisiljen – v blagor miru v Cerkvi – odpovedal papeštvu. Zato ga uvrščajo med spoznavalce in tudi mučence. Tukaj slavijo njegov god 20. junija. Takrat imajo žegnanje s procesijo, umetnim ognjem, igrami in glasbo ter z velikega otoka obiščejo s čolni tudi ta otoček. Otoček Palmarola je eden od manjših otokov v otočju Ponza v Tirenskem morju, pokrajina Lacij v Italiji.
Silverij je zavetnik, skupaj s Hormizdom, mesta Frosinone. Obenem je sozavetnik mesta Scerni v pokrajini Chieti v Italiji.

### Ocena
- Nekateri viri menijo, da je omemba Teodorinih spletk v zvezi z monofizitizmom poznejšega izvora.
- Prav tako so mnenja, da je Vigilij preprečil rehabilitiranemu Silveriju vrnitev v Rim in da ga je on bil kriv njegovego trpljenja in skorajšnje smrti.